# アメリカ合衆国商務省技術政策部
アメリカ合衆国商務省技術政策部 (アメリカがっしゅうこくしょうむしょうぎじゅつせいさくぶ、OTP)は、経済競争力を増進させるために産業界と協働し、経済成長に対する科学技術の影響を極大化させるための統合された政策を提唱するアメリカ合衆国商務省 技術局の1機関である。
OTPは、アメリカの経済力を確立するために科学技術を利用する国家の政策と改善計画を、発展させ提唱するという明確な使命を持った、アメリカ合衆国連邦政府で唯一の機関である。OTPの公表された目標には、高賃金の仕事の創造と生活水準の改善が含まれる。